# Craton du Lac des Esclaves

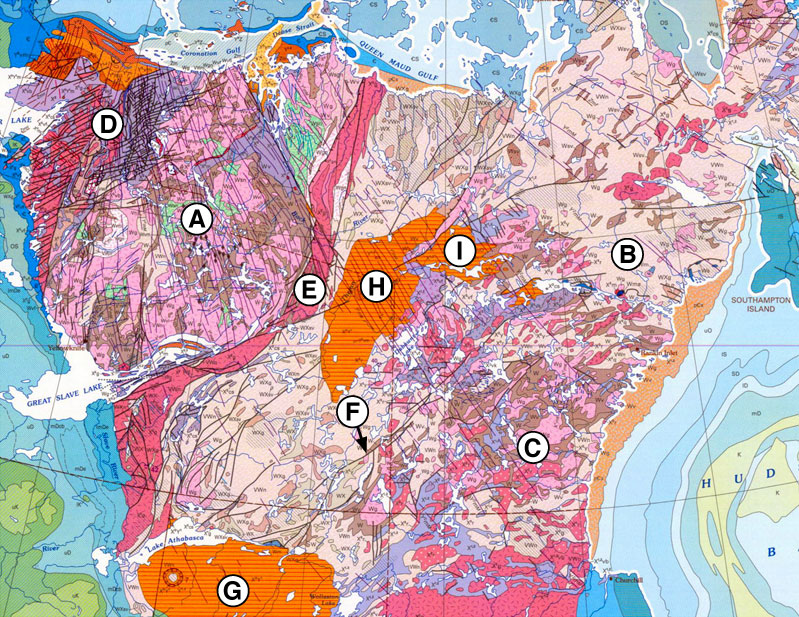
Carte géologique du nord-ouest du Canada. Le craton de l'Esclave est marqué par la lettre A.

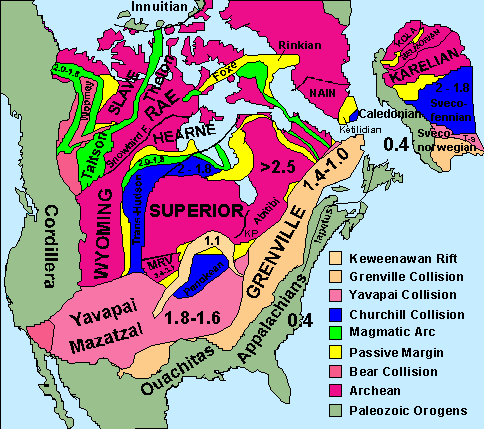
Paléo-carte des cratons scandinave et de l'Amérique du Nord, avec indication des roches du socle et ceintures orogéniques.

Le craton du Lac des Esclaves est un craton archéen du nord-ouest du bouclier canadien, à cheval sur les Territoires du Nord-Ouest et le Nunavut. C'est au droit de ce craton qu'on a retrouvé les gneiss d'Acasta, vieux de plus de 4,03 milliards d'années, à ce jour les plus anciennes roches terrestres connues,.
Avec 300 000 km2, ce craton, relativement peu étendu mais bien dégagé, comporte essentiellement des séquences de roches vertes et de turbidite vieilles de 2,73 à 2,63 milliards d'années, et des roches plutoniques formées entre 2,72 et 2,58 milliards d'années, reposant sur des gneiss et des granitoïdes plus anciens.
Le craton du Lac des Esclaves est l'une des composantes du noyau précambrien du continent nord-américain, vestige du paléo-continent Laurentia.
La moitié dénudée de ce craton, appelée Province du Lac des Esclaves, recouvre une zone ovale de 172 500 km2 qui s'étend sur 680 km du nord au nord-est depuis Gros Cap, sur le Grand Lac des Esclaves, jusqu'au Cap Barrow dans le Golfe du Couronnement et sur 460 km d'est en ouest le long du parallèle de 64°N de latitude. Il recouvre près de 700 × 500 km et est délimité au sud, à l'est et à l'ouest par des ceintures paléo-protérozoïques, et des roches plus récentes au nord.
Le craton du Lac des Esclaves se subdivise en un socle central (Central Slave Basement Complex), et une province orientale appelée « terrane de la rivière Hackett » ou Province orientale du lac des Esclaves. Ils sont séparés par une zone d'accrétion vieille de 2,7 milliards d'années, délimitée par deux discontinuités isotopiques orientées nord-sud.

## Subdivisions

### Complexe du centre du socle du Lac des Esclaves

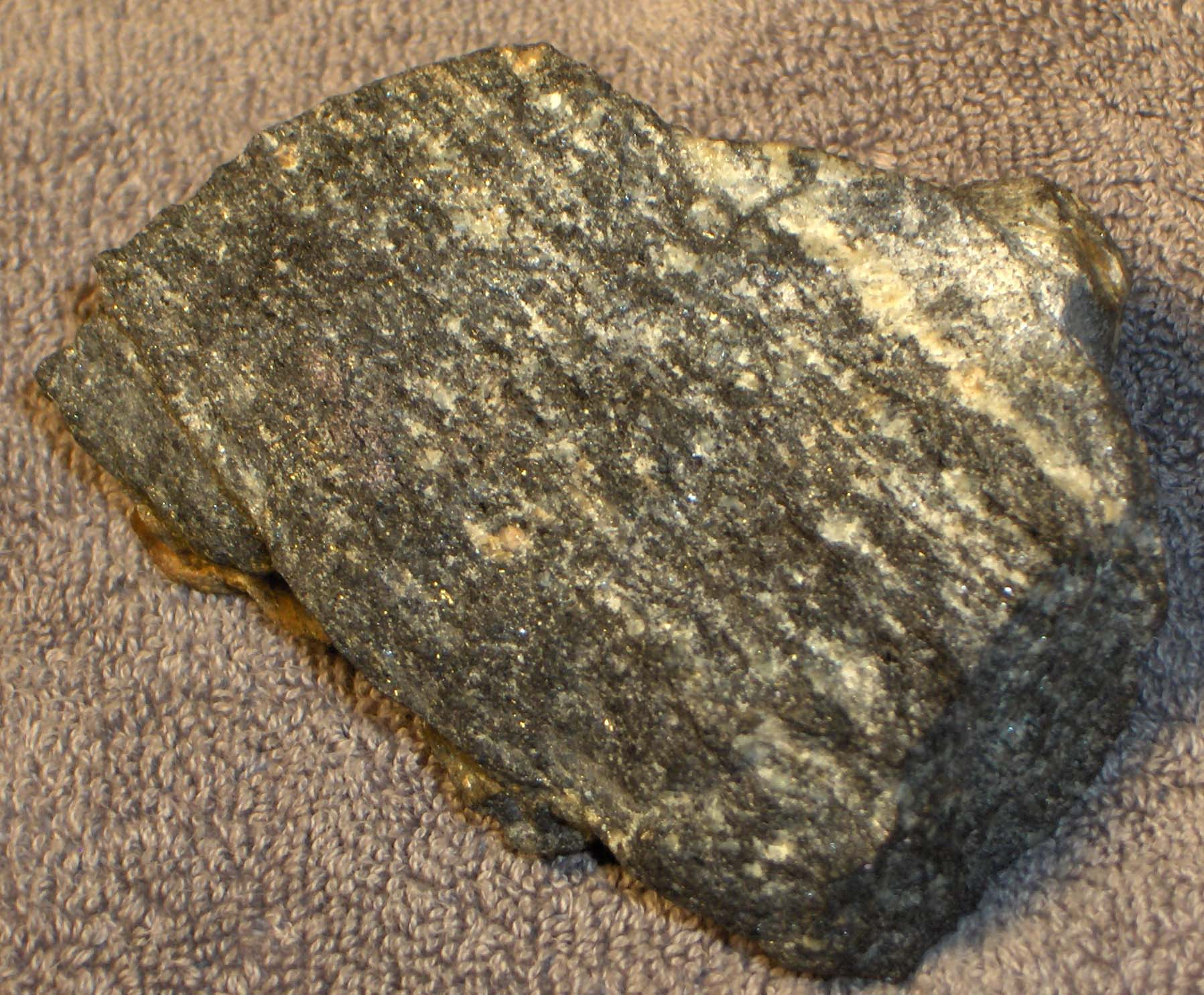
Échantillon de gneiss du lit de l'Acasta, vieux de 4,03 milliards d'années.

Le complexe du centre du socle du Lac des Esclaves (CSBC) forme le socle du centre et de l'ouest du craton. Son extension vers l'est demeure imprécise, car ses limites correspondent à une transition des isotopes de Nd et Pb ce qui nécessiterait des analyses chimiques systématiques. Cette couche plonge vers l'est. On a retrouvé sur les berges de la rivière Acasta des gneiss dont l'âge protolithique est d'environ 4,03 milliards d'années, ce qui en fait l'une des plus anciennes roches datées sur Terre. Ces gneiss sont multi-metamorphisés et leur composition est tonalo-gabbroique. Le reste du socle central est plus récent : son noyau s'est formé il y a moins de 3,5 milliards d'années ; quant au reste du craton, ses phases détritiques et protolithiques s'étalent entre 3,4 et 2,8 milliards d'années.
Le complexe du socle est recouvert de séquences néo-archéennes et traversé d'intrusions plutoniques.
Les gneiss d'Acasta sont chimiquement identiques aux autres complexes de l'Archéen mais, étant vieilles de quatre milliards d'années, ils contiennent des noyaux de zircone encore plus anciens.

### Complexe volcanique de Back River
Le complexe volcanique de Back River est un stratovolcan archéen qui a conservé sa position verticale, et est ceinturé de quatre dépôts périphériques témoignant de l'histoire magmatique du site. On interprète le dôme de la moitié sud comme la portion érodée du volcan. Au contraire du reste du craton, ce complexe a été très peu déformé.

### Supergroupe de Yellowknife
Le supergroupe de Yellowknife, aussi appelé ceinture de roches vertes de Yellowknife, s'est déposé en l'espace de 300 millions d'années entre 2,9 et 2,6 milliards d'années ; il recouvre la plus grande partie du socle du centre du craton ainsi que la Province du lac de l'Esclave,. Le socle du centre du craton et la ceinture de roches vertes de Yellowknife sont séparées par une non-conformité qui court sur des centaines de kilomètres. Le supergroupe de Yellowknife a subi un important métamorphisme vers 2,605 milliards d'années, entraînant la formation d'une série de schistes verts et d'un faciès d'amphibolites sous-jacent. Le supergroupe de Yellowknife ne comporte pas moins de quatre séquences distinctes représentant différents environnements tectoniques, déposés à différentes époques. Ces quatre principales séquences sont, en partant de la plus ancienne : le groupe de la couverture centrale, le groupe de Kam, le groupe de Banting et la formation sédimentaire du lac Jackson. Le supergroupe de Yellowknife constitue la référence pour la stratigraphie des ceintures de roches vertes du craton, et pour l’interprétation des processus survenus au cours de leur évolution.

#### Groupe de Kam
Le groupe de Kam est une séquence dont l'épaisseur varie entre 300 et 6 000 m recouvrant les formations ferrifères rubanées du groupe du socle central. La transition entre ces deux groupes est perturbée par des intrusions de gabbro et des cisaillements importants. 

#### Groupe de Banting
Le groupe de Banting apparaît au nord comme une séquence faillée qui recouvre à la fois le groupe de Kam qui lui est antérieur, et la formation plus récente du lac Jackson. La transition entre les couches inférieures et le groupe de Banting est une non-conformité qui correspond à un dépôt formé en ~40 millions d'années. Le groupe de Banting contient des roches siliceuses à volcaniques qui sont typiquement alcalo-calcaires,. Cette formation est essentiellement le résultat de 2,7 milliards d'années d'activité volcanique et sub-volcanique. À travers cette formation, on rencontre des intrusions de quartz-feldspath vieilles de 2,658 milliards d'années, reliées au volcanisme,.

#### Formation du lac Jackson
Les dépôts sédimentaires de la formation du lac Jackson ont commencé il y a 2,605 milliards d'années. Ces dépôts ont recouvert les roches ignées du groupe de Kam : ils sont faits de conglomérats polymictes et de grès alluviaux ayant subi un métamorphisme important, comme le suggèrent les plis couchés des groupes plus anciens.